# Startup［N］
『Startup [N]』（スタートアップ・エヌ）は、2020年4月4日からZIP-FMで放送されているラジオ番組。

## 概要
スタートアップと起業家をテーマにした番組。ナビゲーターは、スタートアップ企業向けの共同オフィス「なごのキャンパス」の企画運営プロデューサーである粟生万琴が務めている。
番組は、起業したいと考えているビジネスマンなどに向けた内容で放送。新規事業での躍進を図るスタートアップ企業とイノベーションへの意欲旺盛な起業家たちを毎回ピックアップし、産業界の最先端で何が起きているのかをリスナーに伝えている。また、そのような活動にスポットライトを当てることで名古屋市内や東海エリアでのスタートアップを促し、日本を活気づけていくことをコンセプトにしている。番組タイトルにある "N" の字は、"Nagoya" や "Nippon" といったこのコンセプトに関係する単語の頭文字を表したものである。
2023年3月までは毎週土曜に放送の単独番組であったが、同年4月の改編で様々な番組を週替わりで放送する『THINK ABOUT THE FUTURE』枠がこの時間帯に編成された。それに本番組も編入されたのに伴い、以後は『THINK ABOUT THE FUTURE feat. Startup [N]』（シンク・アバウト・ザ・フューチャー フィーチャリング スタートアップ・エヌ）と題し、同枠第1週の番組として月に1回のペースで放送されている。また、この枠自体がSDGsをテーマにしたコンセプト枠であることから、以後は本番組もSDGsに取り組んでいるスタートアップ企業を紹介している。

## 放送時間
いずれも日本標準時。
- 土曜 21:00 - 22:00（2020年4月4日 - 2023年3月25日）
- 第1土曜 21:00 - 22:00（2023年4月1日[4] - ） - 『THINK ABOUT THE FUTURE』第1週の番組として放送。